# جرها (مصر)
جِرها (باليونانية القديمة: Γέρρα) أو جيرا أو جيراس أو جيروس أو جيروم كانت مدينة قديمة وأسقفية سابقة في مصر الرومانية ولا تزال تمثل كرسي لقبي كاثوليكي لاتيني.
يُشير البعض إلى تل المحمدية بالقرب من بئر رمانة كونه موقعها الحالي. كانت جرها على درجة كبيرة من الأهمية في مقاطعة أوجستامنيكا الأولى الرومانية المتأخرة حيث عدت واحدة من مساعدي الأسقف [الإنجليزية] لعاصمة المطرانية بيلوزيوم (الفرما). ومع ذلك اختفت تماماً.

## كرسي لقبي
استُعيدت الأبرشية اسمياً باعتبارها أسقفية كاثوليكية لاتينية فخرية في القرن الثامن عشر باسم جِرها (جيرا في الكوريا الإيطالية)، والذي تغير إلى جيرا(س) في 1925.
وهي شاغرة منذ عقود، حيث كان يشغلها شاغلو المراتب التالية، وجميعهم من الرتب الأسقفية (الأدنى) المناسبة:
- فرانسيس جون لويس (1739.02.23 – 1747.10.24)
- جون فرانسيس مانريكي لارا (1757.07.18 – 1783.02.17)
- ألفونسو سوليس جرازر، حاز على نيشان القديس يعقوب صاحب السيف (1757.07.18 - 1783.02.17)
- الأب. دومينيكوس كاستيلس (1786.07.24 – 1788.07.23)
- بابلو سيتجار رواتا (1797.07.24 – 1808.03.16)
- جيمس باكلي (1819.03.06 – 1828.03.26)
- فرانشيسكو ماريا زوبي (1833.04.15 - 1841.04)
- يوهانس زويسن (1842.01.24 – 1853.03.04) (رئيس أساقفة أوتريخت لاحقاً)
- ألكسندر غوس (1853.07.29 – 1856.01.25) (أسقف ليفربول لاحقاً)
- دانيال ماكجيتيجان (1856.02.29 – 1861.05.01) (رئيس أساقفة أرماه لاحقاً)
- فيكتور جوزيف دوتريلوكس (1875.07.05 – 1879.08.26)
- فيديلي أباتي، حاز على الوسام الفرانسيسكي (1879.09.22 – 1885.01.11)
- هنري تشارلز لامبرخت (1886.03.26 – 1888.06.17) (أسقف غنت لاحقاً)
- جون فرديناند جيمس إسبيرارد (1890.06.26 – 1891.05.12) (رئيس أساقفة لاحقاً)
- كونستانت-جان-باتيست برودوم، من جمعية البعثات الأجنبية في باريس (1913.06.02 – 1920.08.20)
- لوكا إرمينجيلدو باسيتو، حاز على الوسام الفرانسيسكي العادي (1921.11.21 – 1937.09.22)، أمين سر مجمع الرهبان المقدس (1935 - 11 ديسمبر 1950)، ثم رئيس أساقفة إيكونيوم الفخري (1935 – 1950.11.11)، بطريرك الإسكندرية اللاتيني الفخري (1950.11.11 – حتى وفاته 1954.01.22)
- إلارينو فيلدر، حاز على الوسام الفرانسيسكي للراهب الكبوشي (1938.04.12 – 1951.11.27)
- جاسينتو أرجايا جويكوتشيا (15.08.1952 - 12.09.1957)
- جون مايكل فيرنس (1957.11.04 – 1977.07.04)